# Alexander (Mihalič)
Alexander (světským jménem: Viktor Mihalič; 14. května 1878, Vyšný Kazimír – 25. listopadu 1954, Prešov) byl kněz pravoslavné církve v českých zemích a na Slovensku a biskup michalovský.

## Život
Narodil se 14. května 1878 ve Vyšnym Kazimíru.
Po ukončení gymnázia nastoupil roku 1896 na Prešovskou bohosloveckou fakultu, kterou dokončil roku 1901. Dne 28. srpna 1901 byl vysvěcen na řeckokatolického kněze. Po vysvěcení začal působit ve farnosti Laškovce. Od roku 1904 působil ve farnosti Hrabovčík a dále v Kojšově.
Roku 1944 jej biskup Pavel Peter Gojdič jmenoval pomocným kancléřem eparchie a roku 1946 se stal kanovníkem v Prešově.
Dne 28. dubna 1950 přešel k pravoslaví a stal se duchovním exarchátu moskevského patriarchy v Československu.
Dne 28. července 1950 bylo rozhodnuto o vytvoření michalovské eparchie a o den později byl zvolen biskupem nové eparchie. Byl postřižen na monacha a 8. října stejného roku byl vysvěcen na biskupa.
V květnu 1953 byla přijata jeho rezignace z důvodu věku.
Zemřel 25. listopadu 1954 v Prešově.